# L'Enfer des marines
Pour plus de détails, voir Fiche technique et Distribution.
L'Enfer des marines (Iron Angel) est un film américain, sorti en 1964.

## Fiche technique
- Titre original : Iron Angel
- Titre français : L'Enfer des marines
- Réalisation et scénario : Ken Kennedy
- Pays d'origine : États-Unis
- Format : Noir et blanc - 1,37:1 - Mono
- Genre : guerre
- Durée : 70 minutes
- Date de sortie : 1964

## Distribution
- Jim Davis : Sergent Walsh
- Donald Barry : Reb
- L. Q. Jones : Buttons
- Margo Woode (en) : Infirmière Laura Fleming
- Tristram Coffin (en) : Capitaine